# NGC 6348
NGC 6348 is een spiraalvormig sterrenstelsel in het sterrenbeeld Hercules. Het hemelobject werd op 29 juni 1880 ontdekt door de Franse astronoom Édouard Jean-Marie Stephan.

## Synoniemen
- MCG 7-35-63
- ZWG 225.98
- NPM1G +41.0457
- PGC 60036